# فعل پیشوندی مرکب
در زبان فارسی اگر فعل‌های پیشوندی با کلمه‌ای ترکیب شوند و معنی واحدی را بیان کنند فعل پیشوندی مرکب ساخته می‌شود. معنی مزبور نسبت به معنی لغوی کلمه‌های سازنده غالباً مجازی‌ست. مصدرهای این افعال، مصدر پیشوندی مرکب نام دارد.
مانند: دَم درکشید (=خاموش شد، سکوت کرد)، سر درآورد (=فهمید)، تن درداد (=تسلیم شد)، سر باززد (=خودداری کرد)، و غیره.
فعل از لحاظ ساختار در زبان فارسی دارای چهار ساختمان فعلی است:
1. فعل ساده
2. فعل پیشوندی
3. فعل مرکب
4. فعل پیشوندی مرکب